# Куршум за рая
„Куршум за рая“ е български игрален филм (драма, исторически) от 1992 година на режисьора Сергей Комитски, продуцент Румен Комитски. Сценарият е на Сергей Комитски и Стефка Калева, по мотиви от романа Грях на Николай Хайтов. Оператор е Жоро Неделков. Музиката във филма е композирана от Стефан Мутафчиев.

## Актьорски състав
- Галин Стоев – Карата
- Досьо Досев – Фертига
- Стоян Алексиев – Българският войвода
- Антоний Генов – Турският главатар Имам Ахмед
- Деляна Хаджиянкова – Кина
- Пламен Сираков
- Красимир Ранков
- Явор Спасов
- Джоко Росич
- Анани Явашев